# Käthe Saile

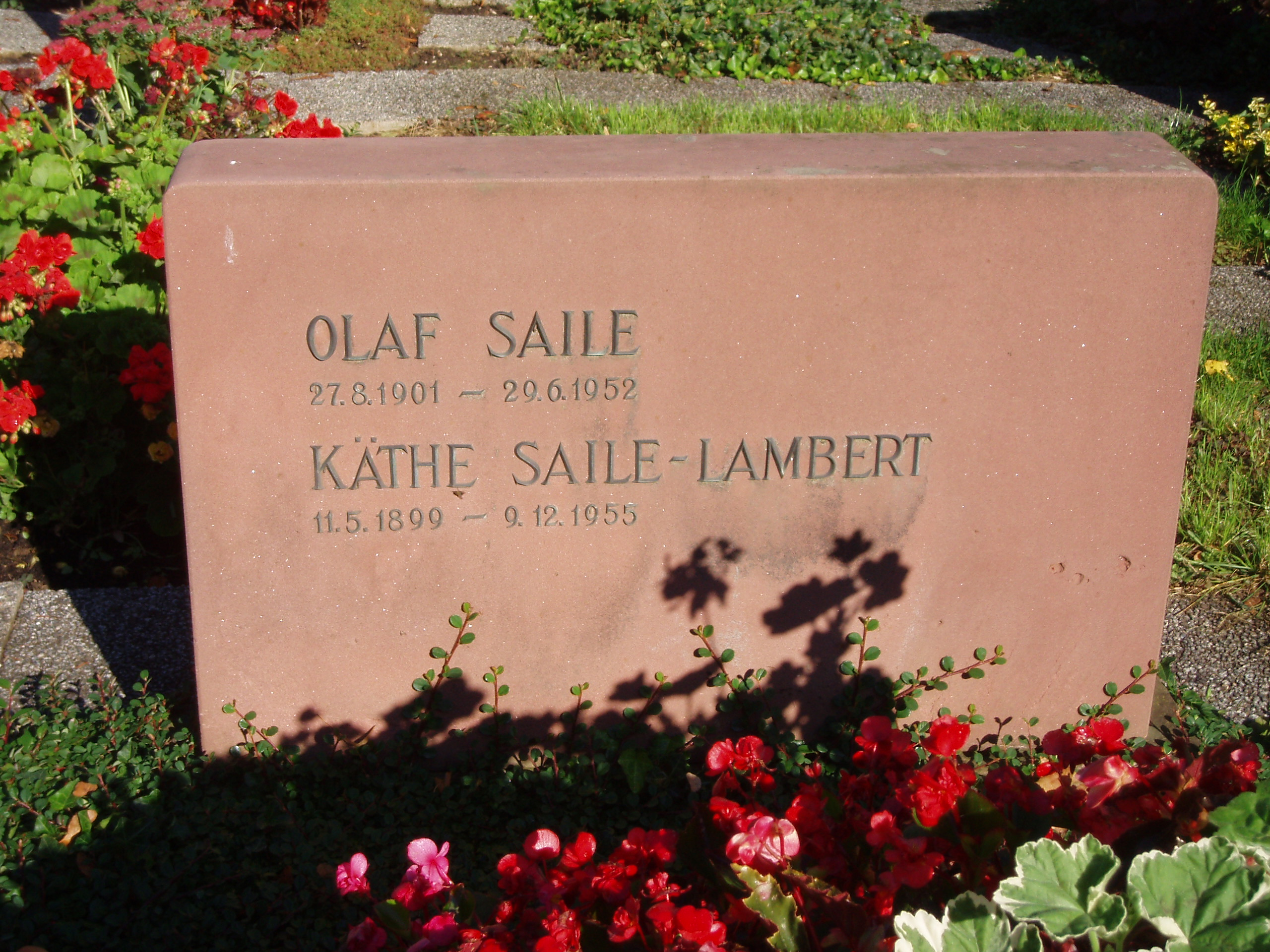
Grabstein des Ehepaars Saile

Käthe Saile (* 11. Mai 1899 in Riga, Russisches Kaiserreich; † 9. Dezember 1955 in Esslingen am Neckar), Pseudonym Käthe Lambert, war eine deutsche Schriftstellerin.
Als Redakteurin der „Rathenower Zeitung“ gelang es ihr, den 1933 im KZ Oranienburg inhaftierten Olaf Saile wieder freizubekommen, indem sie einen stark geschönten Bericht über das Lager veröffentlichte. Mit ihm war sie später verheiratet und lebte nach dem Zweiten Weltkrieg in Esslingen, wo sie auch starb und auf dem Friedhof Sankt Bernhardt beerdigt wurde.
Käthe Saile veröffentlichte zahlreiche Unterhaltungsromane. Haus des Lebens wurde 1952 unter der Regie von Karl Hartl verfilmt; ein Jahr später erschien unter der Regie von Paul Verhoeven die Verfilmung Vergiß die Liebe nicht.

## Werke
- Adami kämpft um sein Kind, Berlin 1936
- Weißherbst am Bodensee, 1936
- Haus des Lebens, Berlin 1939
- Die Meister von Ulm, Stuttgart 1939
- Maidentage. Ein buntes Buch von fröhlichem Schaffen, Stuttgart 1944
- Der hohe Preis, 1949
- Das fremde Mädchen Julia
- Vergiss die Liebe nicht
- Simone
- Licht in der Dämmerung
- Das Mädchen, das den Teufel fuhr
- Das Leben führt Regie
- Aber das Herz sucht zurück
- Das Herz, das dich vergaß